# Les 100 Tours de Centour
Les 100 Tours de Centour était une série télévisée jeunesse québécoise en 105 épisodes de 15 minutes produite sous les auspices du ministère de l'Éducation et du Service général des moyens d'enseignement (SGME) et avec la collaboration de Radio-Québec et diffusée du 27 septembre 1971 au 24 mars 1972 à Radio-Québec.
Guy Sanche en était le script-éditeur.

## Synopsis
L'histoire pivote autour de Centour, un génie provenant d'un autre monde, le pays des génies, et qui est un joueur de tours possédant un bracelet magique. Dans le but de jouer ses tours, il se déguise en scientifique, en enquêteur (le détective Toutalaloupe) ou en d'autres personnages. Lorsqu'il met la pagaille dans une pièce à l'aide de son bracelet, il laisse souvent comme "signature" des empreintes de pieds colorées un peu partout. Verbo, un autre génie, est envoyé sur terre, plus précisément au Québec, pour contrecarrer les machinations de Centour. Verbo se fait ami avec Pico et avec sa famille, son père Philibert et sa mère Cybèle. Afin de l'aider, Verbo utilise un petit instrument aide-mémoire qui s'appelle Mémo. C'est en faisant une phrase grammaticalement parfaite que Verbo parvient à déjouer Centour et à remettre les choses dans leur état initial.

## Distribution
- Yves Massicotte : Centour
- Julien Genay : Verbo
- Roland Chenail : Chef des génies
- Ghyslain Tremblay : Picot Coton
- Camille Ducharme : Philibert Coton
- Madeleine Sicotte : Cybèle Coton

## Commentaires
- L'émission comprenait un volet éducatif axé sur le bon usage de la langue française. Lors de sa diffusion originale, dans certaines classes de l'école primaire, on apportait le téléviseur afin de visionner les émissions. Par la suite, les élèves pratiquaient des exercices axés sur les leçons apprises lors de l'émission.
- Le son qu'émet le bracelet de Centour semble provenir de certains passages de Computer in Love, notamment vers 1:47, de Jean-Jacques Perrey et Gershon Kingsley connus sous Perrey & Kingsley. (confirmé)